# Divize B 1988/1989
V soubojích 24. ročníku fotbalové České divize B 1988/89 se utkalo 16 týmů dvoukolovým systémem podzim - jaro. Tento ročník fotbalové soutěže začal v srpnu 1988 a skončil v červnu 1989.

## Nové týmy v sezoně 1988/89
Z 3. ligy – sk. A 1987/88 sestoupilo do Divize B mužstvo TJ CHZ Litvínov. Z krajských přeborů ročníku 1987/88 postoupila vítězná mužstva TJ JZD Blšany ze Severočeského krajského přeboru a TJ Radotín z Pražského přeboru. Také sem byla přeřazena mužstva TJ Admira Praha 8 a TJ Motorlet Praha z Divize C a TJ Spartak Hořovice a TJ Slavia IPS Praha junioři z Divize A.

## Výsledná tabulka
| Poř. | Tým                           | Z  | V  | R  | P  | VG | OG | B  |
| ---- | ----------------------------- | -- | -- | -- | -- | -- | -- | -- |
| 1.   | TJ Slavia IPS Praha junioři   | 30 | 21 | 5  | 4  | 90 | 27 | 47 |
| 2.   | TJ Kablo Kročehlavy           | 30 | 16 | 5  | 9  | 54 | 36 | 37 |
| 3.   | TJ JZD Blšany                 | 30 | 13 | 10 | 7  | 54 | 37 | 36 |
| 4.   | TJ Motorlet Praha             | 30 | 14 | 6  | 10 | 52 | 41 | 34 |
| 5.   | TJ Baník Sokolov              | 30 | 13 | 7  | 10 | 58 | 53 | 33 |
| 6.   | VTJ Slaný                     | 30 | 13 | 6  | 11 | 47 | 32 | 32 |
| 7.   | TJ Spartak Roudnice nad Labem | 30 | 12 | 7  | 11 | 50 | 69 | 31 |
| 8.   | TJ VTŽ Chomutov "B"           | 30 | 10 | 10 | 10 | 47 | 43 | 30 |
| 9.   | TJ Slovan Varnsdorf           | 30 | 11 | 7  | 12 | 39 | 51 | 29 |
| 10.  | TJ Slavoj Litoměřice          | 30 | 9  | 10 | 11 | 44 | 47 | 28 |
| 11.  | TJ Radotín                    | 30 | 12 | 4  | 14 | 49 | 56 | 28 |
| 12.  | TJ KŽ Králův Dvůr             | 30 | 9  | 9  | 12 | 42 | 51 | 27 |
| 13.  | TJ Lokomotiva Kladno          | 30 | 12 | 3  | 15 | 36 | 53 | 27 |
| 14.  | TJ CHZ Litvínov               | 30 | 10 | 6  | 14 | 35 | 40 | 26 |
| 15.  | TJ Spartak Hořovice           | 30 | 9  | 5  | 16 | 41 | 57 | 23 |
| 16.  | TJ Admira Praha 8             | 30 | 4  | 5  | 21 | 28 | 70 | 13 |

Poznámky:
- Z = Odehrané zápasy; V = Vítězství; R = Remízy; P = Prohry; VG = Vstřelené góly; OG = Obdržené góly; B = Body

|  | Postup do 3. ligy – sk. A 1989/90                |
|  | Sestup do příslušného oblastního přeboru 1989/90 |